# Listă de state ale SUA care nu au fost niciodată teritorii
Această pagină este o listă a statelor Statelor Unite ale Americii care nu au avut niciodată statutul de teritoriu al Uniunii. 

Hartă a Statelor Unite ale Americii indicând în albastru statele Uniunii care nu au fost niciodată teritorii ale acesteia.

## Cele 18 din 50
Din cele 50 de state ale Uniunii doar 18 nu au fost niciodată teritorii.  Aceste 18 state, aranjate alfabetic, la care se adaugă o scurtă descriere a motivului pentru care nu au fost vreodată teritorii ale SUA, sunt:  
1. California – 1850 - California a devenit direct stat al Uniunii după războiul mexicano-american (1846 - 1848) trecând efemer prin stadiul de Republic of California (1846)
2. Connecticut – 1776 - Cele 13 colonii
3. Delaware – 1776 - Cele 13 colonii
4. Georgia – 1776 - Cele 13 colonii
5. Kentucky – 1792 - Ca o consecință a desprinderii "pașnice" din statul Virginia, care fusese unul/una din cele 13 colonii originare
6. Maine – 1820 - Desprindere "pașnică" din statul Massachusetts, care fusese unul/una din cele 13 colonii originare
7. Massachusetts – 1776 - Cele 13 colonii
8. New Jersey – 1776 - Cele 13 colonii
9. New Hampshire – 1776 - Cele 13 colonii
10. New York – 1776 - Cele 13 colonii
11. Carolina de Nord – 1776 - Cele 13 colonii
12. Pennsylvania – 1776 - Cele 13 colonii
13. Rhode Island – 1776 - Cele 13 colonii
14. Carolina de Sud – 1776 - Cele 13 colonii
15. Texas – 1845 - Fostul stat independent și suveran Republic of Texas (1836 - 1845) - Republica Texasului se alătură Uniunii
16. Vermont – 1791 - fosta Vermont Republic devine stat al Statelor Unite ale Americii
17. Virginia – 1776 - Cele 13 colonii
18. Virginia de Vest – 1863 - Prin separarea de tip "secesionist" de statul Virginia în timpul Războiului Civil american

## Motive
Motivele pentru care acestea nu au fost niciodată teritorii se reduc la câteva, care au fost aranjate aici pe criteriul cronologic. 

### Cele 13 colonii -1776
Cele 13 colonii au fost cele 13 state fondatoare ale Uniunii.  Ele au avut de la începutul procesului de desprindere de Marea Britanie (vedeți articolul Declarația de independență a Statelor Unite ale Americii) statutul juridic de state suverane. 

### Vermont -1791

Steagul Republicii Vermont

Vermont a fost între 18 ianuarie 1777 și 4 martie 1791 (data când s-a alăturat Uniunii ca cel de-al 14-lea stat al acesteia) un stat suveran și independent sub numele de Vermont Republic.  De altfel, în tratatul de pace care a urmat Războiului de independență al Statelor Unite, încheiat la Paris în 1783, deși nu exista o clauză clară referitoare la Republica Vermont (a cărei independență nu fusese recunoscută de nici un stat), totuși, prin delimitarea teritoriului Statelor Unite astfel încât să includă și suprafața ocupată de Vermont Republic, aceasta era tratată implicit în termeni absolut similari ca și celelalte 13 state fondatoare ale Uniunii.  

### Kentucky -1792
Kentucky a devenit cel de-al 15-lea stat al Uniunii, după ce locuitorii suprafeței de pământ pe care se afla, cunoscută sub numele de Kentucky County (care deși nu era neîncorporată oficial în Virginia, dar fusese constant pretinsă de reprezentanții acesteia a fi parte a sa), au votat repetat pentru separarea de Virginia de-a lungul a zece convenții constituționale ținute între 1784 și 1792.  În sfârșit, separarea efectivă s-a produs în aprilie 1792 permițând astfel Comitatului Kentucky să "sară" direct la statutul de stat al Uniunii în ziua de 1 iunie 1792. 

### Maine -1820

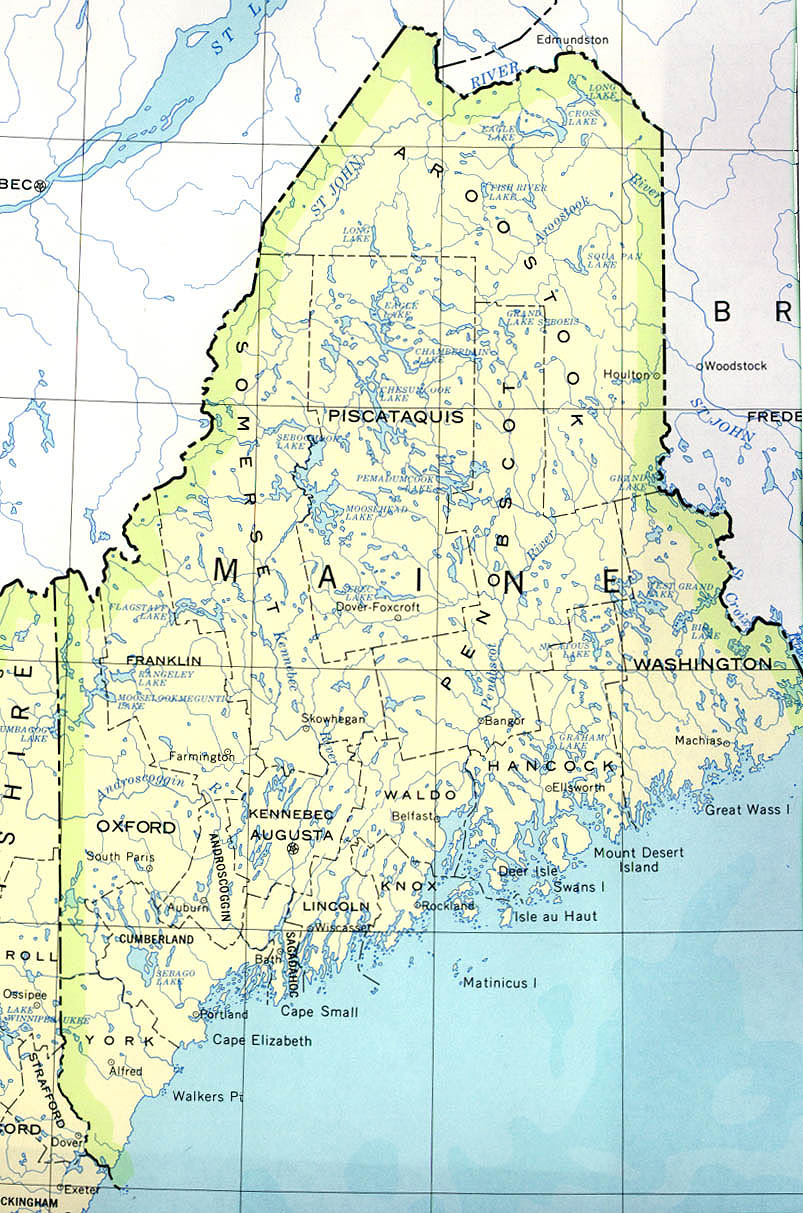
Statul Maine, al cărei jumătate nordică este înconjurată de Canada.

Maine a fost admis în Uniune la 15 martie 1820 ca cel de-al 23-lea stat al acesteia, fiind desprins din Massachusetts prin actul numit Missouri Compromise, care admitea ca state atât pe Maine cât și, ulterior, la 10 august 1821, pe Missouri, ca cel de-al 24-lea stat. A făcut parte din Massachusetts Bay Colony începând cu 1652, fiind apoi subiect de controversă teritorială între francezi și englezi, revenind apoi, până la Războiul de independență al SUA, ca subiect britanic al autorității provinciei Nova Scotia de atunci.  Ca parte a statului Massachusetts între 1783 și 1812, data războiului dintre britanici și americani, Războiul din 1812, a avut granița nordică și nord-vestică neclar delimitată până la data Tratatului Webster-Ashburton, 1842. 

### Texas -1845

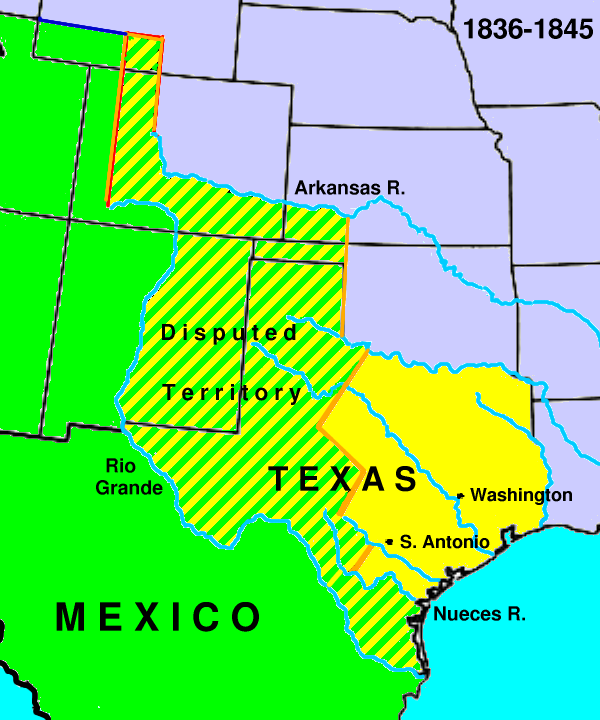
Harta indică situația teritorială în perioada 1836 - 1845. Republic of Texas este în galben, Mexic, în verde, iar zona disputată, galben și verde în dungi. Totul este suprapus peste conturul statelor Uniunii de azi.

Statul Texas de azi a avut o istorie scurtă, dar zbuciumată, plină de răsturnări spectaculoase de situație.  Astfel, la începutul anilor 1800 două grupuri etnice majore s-au stabilit acolo, Tejanos și anglo-americanii. Moses Austin (după care a fost denumit ulterior orașul Austin) a cumpărat circa 200.000 de acri, adică aproximativ 810  km2, de pământ și s-a mutat la San Antonio în august 1821  urmat de fiul său, Stephen F. Austin.  Tot în 1821, Texas a devenit parte a republicii independente a Mexicului, pentru ca în 1824 să fie devină administrativ partea nordică a porțiunii cunoscută sub numele de Coahuila y Tejas. 
Începând cu ianuarie 1823, Stephen F. Austin a început crearea unor colonii de familii de anglo-americani de-a lungul a Brazos River, având aprobarea guvernatorului mexican de atunci, Antonio María Martínez.  Totodată, din ce în ce mai mulți Tejanos (imigranți de descendență mixtă spaniolă și nativă-americană de la sud de Rio Grande) se alăturau americanilor în colonizarea zonei.  "Convențiile" din anii 1832 și 1833, ținute de locuitorii ce colonizaseră Texasul erau răspunsul acestora față de continua restrângere a permisiunilor de stabilire în Texas practicate de guvernele mexicane aflate în perpetuu tumult. 
În 1835, președintele Mexicului, Antonio López de Santa Anna, a proclamat o constituție unică a tuturor teritoriilor Mexicului, incluzând Texas.  Constituția încheia existența unei republici a Mexicului de tip federativ. Statele federale Chihuahua, Zacatecas și Yucatan s-au revoltat iar texanii au devenit profund nemulțumiți, aceasta fiind picătura care a umplut paharul. 
La 2 martie 1836, Convenția din 1836 a semnat Declarația de independență  declarând Texas-ul o națiune independentă.  Foarte repede, la 21 aprilie 1836, texanii — conduși de generalul Sam Houston — și-au cucerit independența prin luptă învingând trupele mexicane conduse de însuși Santa Anna, care a și fost capturat în bătălia de la San Jacinto. Santa Anna a recunoscut înfrângerea și independența, respectiv granițele Texas-ului prin semnarea Tratatului de la Velasco. Deși ulterior Mexic-ul a denunțat tratatul, promițând că va aduce "provincia rebelă Texas" la ordine, acest lucru nu s-a întâmplat niciodată. Mai tâziu în același an 1836, texanii au adoptat o constituție care consfințea existența statului independent Republic of Texas, care includea suprafața actualului stat Texas plus teritoriu adițional neocupat situat la vest și nord-vest.
Între 1836 și 1845, Texas a rămas un stat independent, pentru ca la 29 decembrie 1845 să se alăture Uniunii ca cel de-al 28-lea stat al acesteia.  

### California -1850
- Articolul California

### West Virginia -1863
- Articolul Virginia de Vest